# 宮城県本吉響高等学校
宮城県本吉響高等学校（みやぎけんもとよしひびきこうとうがっこう）は、宮城県気仙沼市本吉町津谷桜子にある県立高等学校。

## 概要
- 設置学科（全日制課程）
  - 総合学科
    - 進学教養系列
    - 産業情報系列
    - 人間環境系列
    - 生活表現系列

## 沿革
- 1946年（昭和21年）- 宮城県津谷農林学校として創立
- 1948年（昭和23年）- 宮城県立に移管され宮城県津谷農林高等学校と名称変更
- 1973年（昭和48年）- 宮城県津谷高等学校と名称変更
- 1999年（平成11年）- 宮城県本吉響高等学校に名称変更

## 交通
- JR東日本気仙沼線本吉駅より徒歩15分

## 部活動
- 2008年（平成20年） - 男子ソフトテニス部インターハイ出場
- 2009年（平成21年） - 文芸部全国総合文化祭出場、コンピュータ部東北大会出場、家庭クラブ研究発表大会東北大会出場

## その他の活動
- 2008年（平成20年） - 第29回牛乳・乳製品利用料理コンクール全国大会出場
- 2009年（平成21年） - 第10回シーフード料理コンクール一般学生の部大日本水産会会長賞受賞[1]
- 2010年（平成22年） - 高校生地産地消お弁当コンテストセブンイレブン賞受賞[2]

## 著名な卒業生
- 小野寺洋介山 - プロボクサー